# White Knight Two
White Knight Two (WK2) — двофюзеляжний літак-носій, спеціально розроблений американською авіабудівною компанією Scaled Composites для повітряного старту туристичного космоплану VSS Unity класу SpaceShipTwo. Перший, і поки єдиний примірник WK2 має власне ім'я VMS Eve, дане літаку в честь Єви Бренсон, матері засновника компанії Virgin Galactic — Річарда Бренсона.
Сам політ являє собою підйом до 16-кілометрової позначки, потім відбувається відстиковка космольоту SpaceShipTwo від літака-розгонщика WhiteKnightTwo, далі він летить самостійно. Час польоту — 2,5 години, з них в невагомості — 5-6 хвилин. На борту космольоту може перебувати до восьми чоловік одночасно: двоє пілотів і шість пасажирів.
15 липня 2010 року човник SpaceShipTwo (SS2) здійснив пробний 6-годинний політ з екіпажем на борту в атмосфері. Політ човника над каліфорнійською пустелею Мохаве був здійснений в пристикованому стані до літака-платформі White Knight Two (WK2), який є його стартовим комплексом.
21 серпня 2010 року при приземленні на аеродромі в пустелі Мохаве (Каліфорнія) сталася аварія літака-носія White Knight Two, у чотиримоторного літака пошкоджено ліве шасі.

### Перший політ

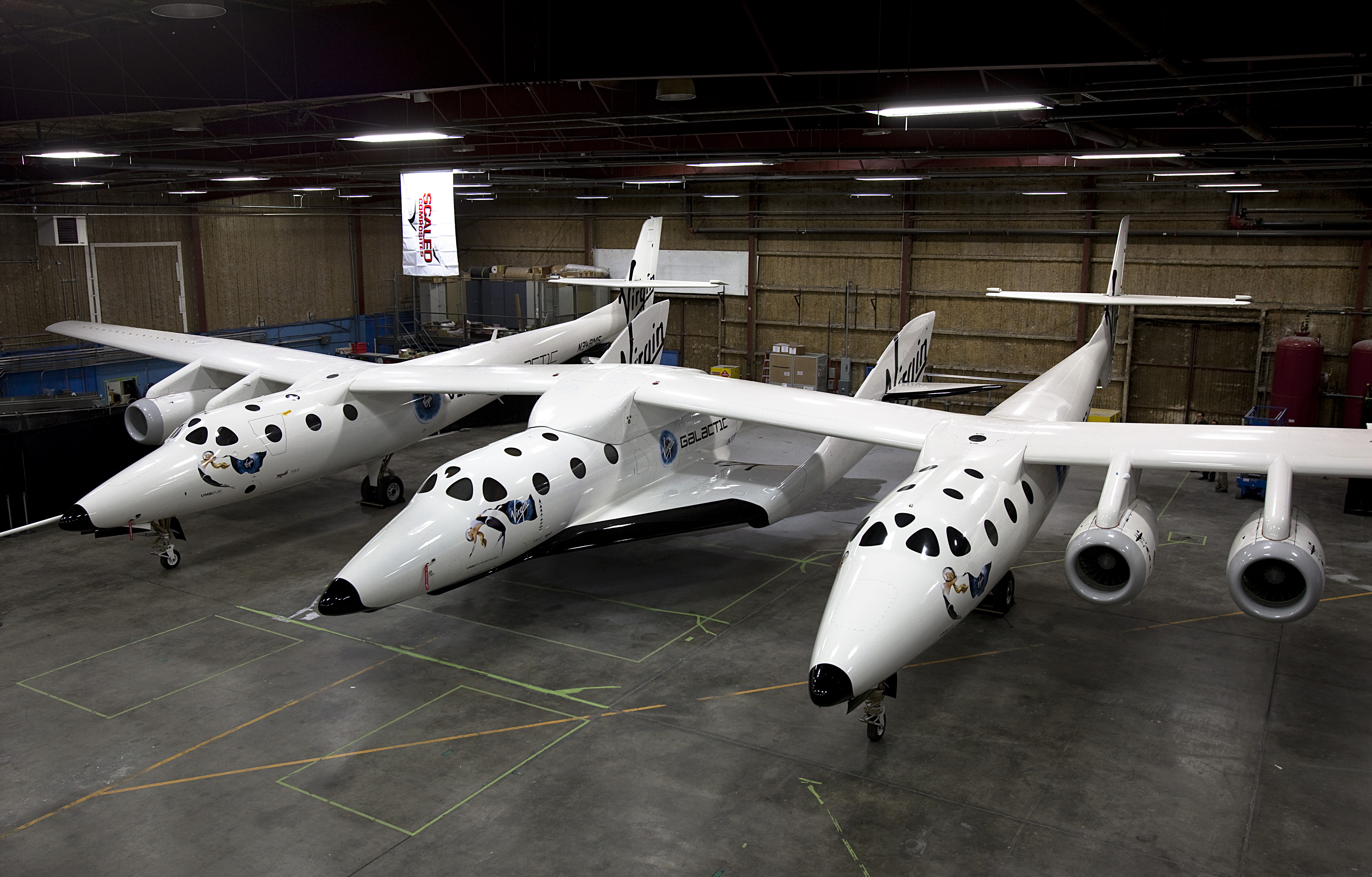
VSS Enterprise разом зі своїм носієм White Knight Two

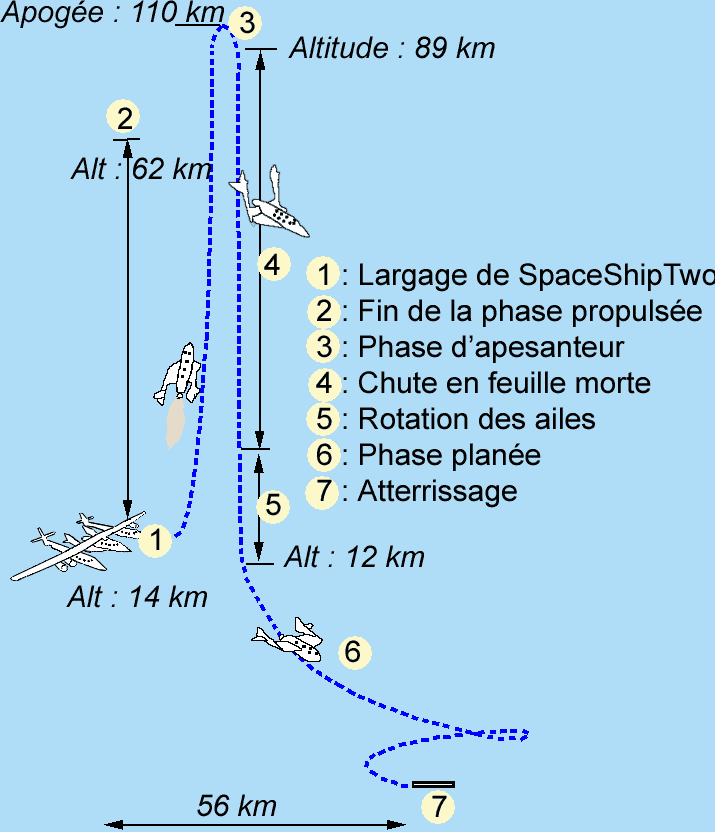
Траєкторія польоту

10 жовтня 2010 року на аеродромі в пустелі Мохаве відбувся перший випробувальний політ ракетоплана VSS Enterprise (відомий також як SpaceShipTwo).
Апарат був піднятий літаком-носієм White Knight Two на висоту 15 км, після відділення від літака-носія і 15-хвилинного вільного польоту здійснив посадку. Політ і приземлення ракетоплана пройшли добре.

### Перший туристичний політ
11 липня 2021 року Річард Бренсон здійснив туристичний політ у космос. Мільярдер на кораблі VSS Unity піднявся на висоту 80 км над Землею. Засновник Virgin Group разом з трьома іншими співробітниками Virgin Galactic, перебував на ракетоплані, який підняли у небо за допомогою літака White Knight Two. Екіпаж корабля Unity перебував у стані невагомості близько шести хвилин. Разом із засновником корпорації вирушили інші співробітники Virgin Galactic.

## Характеристики
Вага літака складає близько 32 т (70000 фунтів). За іншими даними вага літака складає 65 т.
Загальні характеристики
- Екіпаж: 2 (екіпаж) + туристи
- Вантажопідйомність: навантаження 17 000 кг (37 000 фунт)[12] на висоту 50 000 фут (15 000 м).; 200 кг супутник на ННО, старт LauncherOne.[13]
- Довжина: 24 м (78 фут 9 дюйм)
- Розмах: 43 м (141 фут 1 дюйм)
- Висота: 9,14[14] м (30 фут 0 дюйм)
- Силова установка: 4 × Pratt & Whitney Canada PW308 турбореактивні двигуни, 30,69 кН (6 900 фунтс) thrust  each

Льотні характеристики
- Практична стеля: 21 336 м (70 000 фут)